# Petsarve
Petsarve är en byggnadsminnesmärkt gård i Eke socken på Gotland.
Mangårdsbyggnaden härstammar från början av 1800-talet. Den är en parstuga i sten i ett och ett halvt plan, med flistak. Köket har ett stort bakugnskomplex med två ugnar, en för vetebröd och en för rågbröd. Intill mangårdsbyggnaden finns en flygel i sten med flistak med brygghus. I övrigt rymmer mangården två små bodar. Fägården skiljs från mangården genom en stengärsgård. Här finns förutom några mindre uthus en lada och ladugård i sten med agtak.
Fastigheten köptes på 1920-talet av föreningen Gotlands fornvänner som åter sålde den 1996.